# Matthieu Ricard
Matthieu Ricard, född 15 februari 1946, är en fransk författare, fotograf och buddhistisk munk. Tidigare har han också varit en forskare i mikrobiologi.

## Bakgrund och privatliv
Ricard är född i Aix-les-Bains, år 1946. Hans far var Jean-François Revel och mor Yahne Le Toumelin. Tack vare sin fars höga status blev Ricard bekant med Frankrikes intelligentia och blev också själv intresserad av vetenskap.
Innan sin munklöfte var Ricard en mikrobiolog. I slutet av 1960-talet blev han färdig med sin doktorsavhandling vid Institut Pasteur. År 1979 bestämde han att ge upp sin karriär som forskare och ge ett munklöfte.

## Som munk
Ricard hade börjat bekanta sig med buddhismen redan på 1970-talet. År 1972 reste han till norra Indien och studerade under en buddhistisk mästare, Dilgo Khyentse Rinpoche. På 1980-talet var han med i att grunda föreningen Karuna-Shechen som gör välgörenhetsarbete i Himalaya. Ricard bor mestadels i Nepal.
Ricard har översätt flera tibetanskbuddhistiska texter till franska. Ytterligare har han fungerat som dalai lamas tolk.
Ricard har pratat om altruism och glädjen på bl.a. Davos, TED ed och olika FN:s forum. Dessutom har han skrivit aktivt för den buddhistiska nättidningen Tricycle. Sedan 2011 har han varit vegetarian, och har utmanat också anda att undvika animaliska produkter, av etiska skäl.
Flera källor har designerat Ricard som världens lyckligaste man. Titeln uppstod då en grupp av amerikanska neurologer började kalla honom för den eftersom enligt dem är Ricard den lyckligaste man som de har testat.

## Galleri

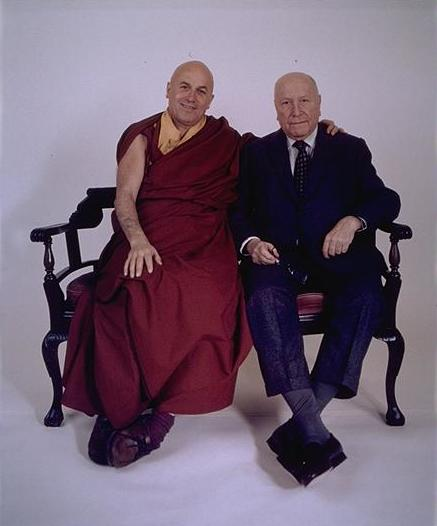
Ricard tillsammans med sin far år 1999.
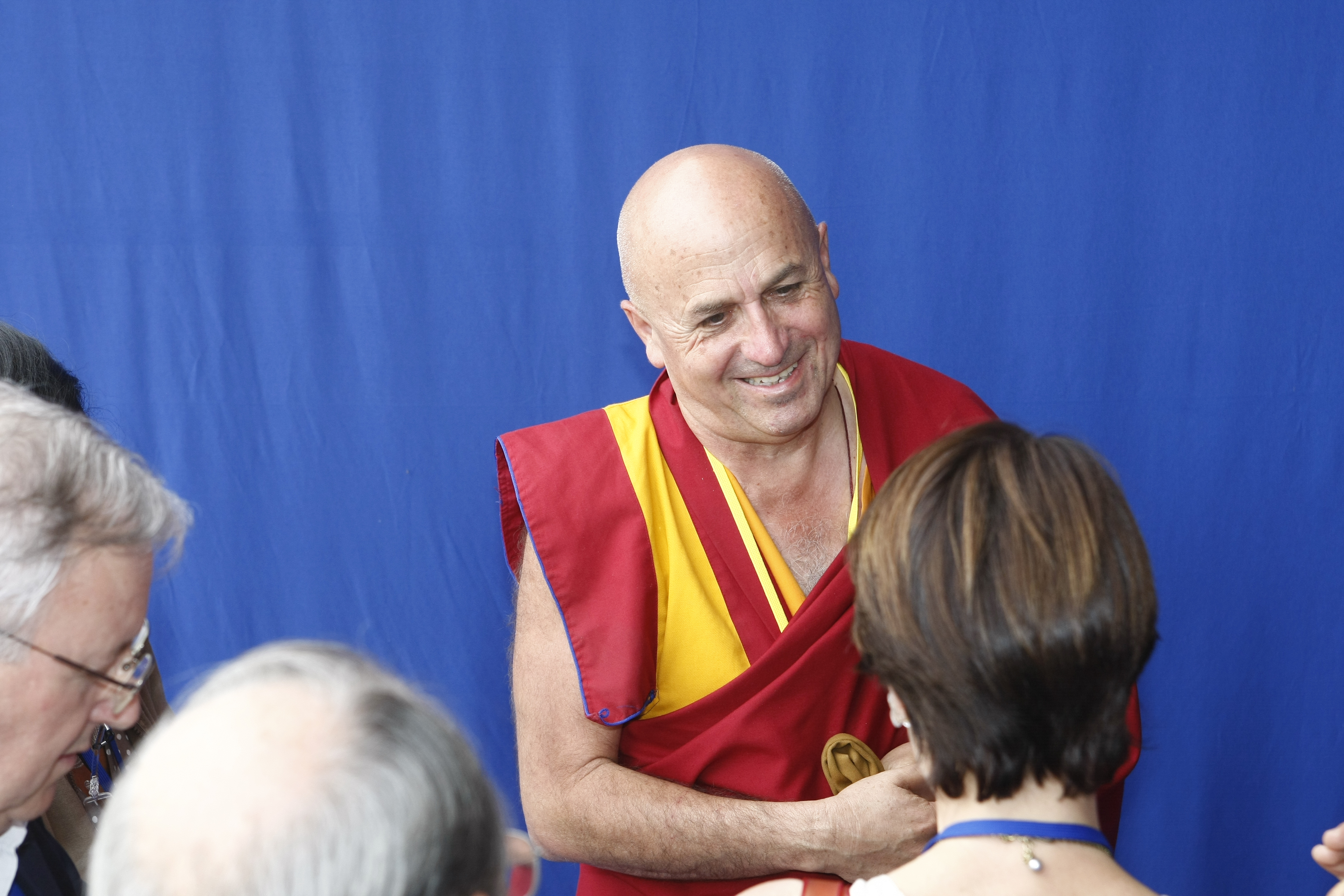
Ricard möter med folk år 2008.
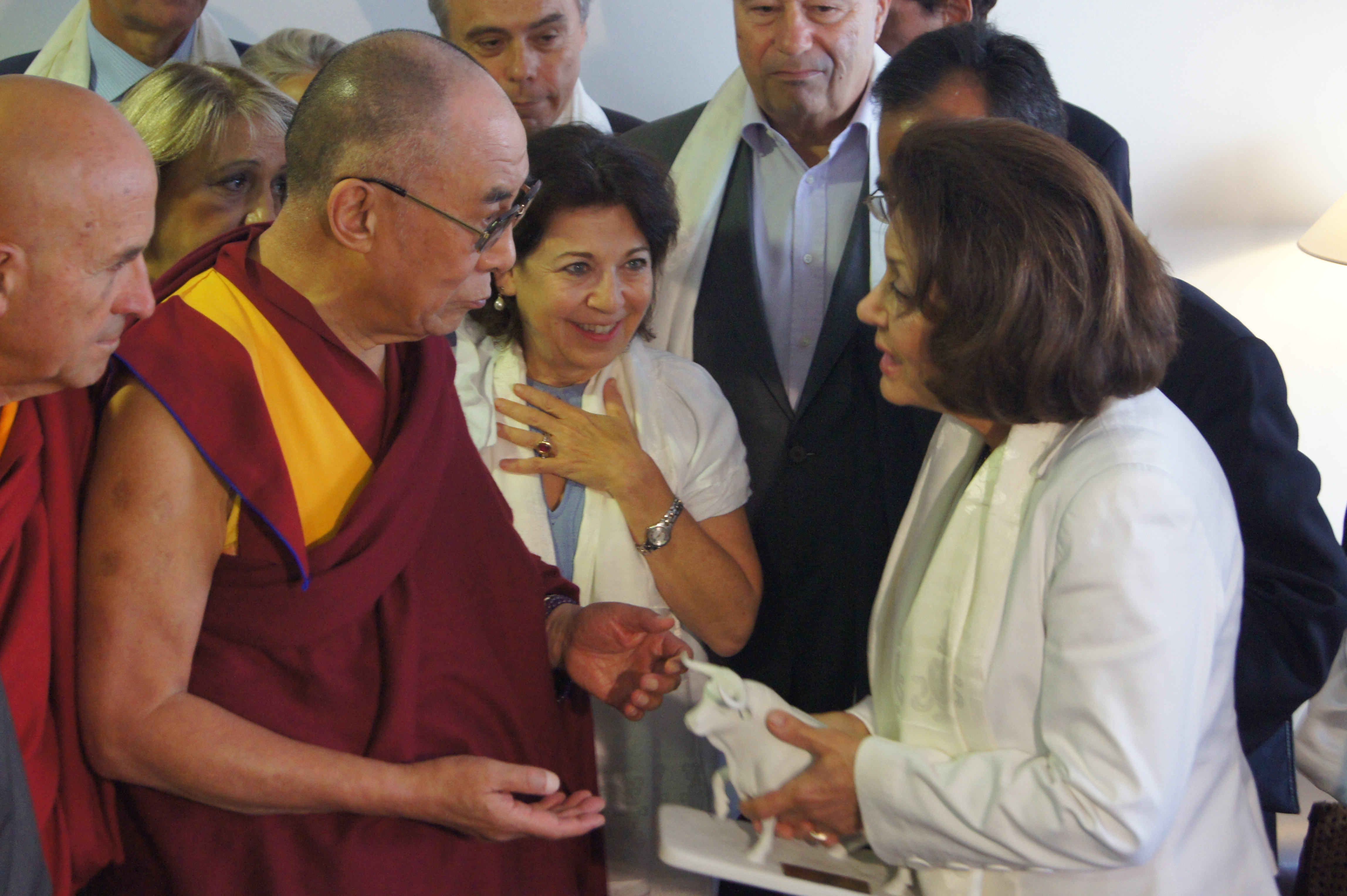
Dalai lama möter med franska parlamentarikern Muriel Marland-Militello. Ricard bakom dalai lama.